# Teal Fowler
Teal Fowler (né le 11 décembre 1970 à Batavia, État de New York) est un joueur professionnel américain de hockey sur glace devenu manager.

## Carrière
De 1989 à 1993, il joue avec les Warriors du Merrimack College. En 1995, il vient en Allemagne, d'abord à l'EC Eschweiler. Rapidement il rejoint l'EHC Dortmund puis l'équipe première. Peu après, il arrive au Königsborner JEC puis aux Iserlohn Roosters et au EC Lünen 89 pour une moitié de saison. Il revient à Iserlohn où il joue quatre saisons et est apprécié pour son style robuste et combattif. Après l'accession en élite de l'équipe lors de la saison 2000-2001, il met fin à sa carrière en raison de nombreuses blessures.
Fowler devient entraîneur adjoint des Roosters jusqu'à la saison 2004-2005. La saison suivante, il est entraîneur-chef des Krefeld Pinguine. Le 15 janvier 2006, il annonce sa démission à la fin de la saison. Il signe un contrat de deux ans comme coentraîneur avec les Adler Mannheim qui deviennent champion d'Allemagne à la fin de la saison 2006-2007.
En 2009, il intègre l'entraînement de l'équipe d'Allemagne de hockey sur glace. Après le départ de l'entraîneur de Dave King en février 2009, il assume seul ce rôle à Mannheim. Début avril, Fowler redevient entraîneur-adjoint avec la venue de Doug Mason comme nouvel entraîneur-chef. Mais ce dernier démissionne en janvier 2010, le New-Yorkais redevient chef puis est nommé manager.